# Cesare Bovio
Cesare Bovio (Torino, 19 luglio 1928) è un compositore e paroliere italiano.

## Biografia
Nel 1947 viene notato all'Eiar di Torino dal M° Carlo Prato, noto talent scout e, giovanissimo, partecipa a varie trasmissioni radiofoniche.
Nel 1950 si trasferisce a Roma per studiare legge presso l'Università La Sapienza ed allo stesso tempo, inizia a lavorare come cantante alla Rupe Tarpea di via Veneto.
Qui viene riscoperto dal celebre coreografo americano Donald Saddler, che lo segnala a Gorni Kramer ed all'impresa teatrale di Garinei e Giovannini, che lo scrittura, così che debutta nel 1954 a fianco di Enzo Garinei, Franco Cerri, Alba Arnova, Rosalina Neri, nello spettacolo Tobia la candida spia di Renato Rascel.
Rinuncia poi ad un contratto offertogli dalla RCA (che intende lanciarlo come cantautore mascherato con il nome di "Pier Clown") e inizia l'attività di compositore e autore.
Nel 1967 il grande e compianto Giorgio Calabrese firma il testo di un suo brano, titolandolo: "Di tanto in tanto" 
Nel 1969 Iva Zanicchi incide una sua canzone (musica e testo) "L'altalena"
Nello stesso anno egli si colloca al primo posto in classifica per nove settimane consecutive nella trasmissione televisiva Settevoci, condotta da Pippo Baudo, con la canzone La notte finirà, (composta musica e testo) interpretata dal bravissimo Franco Lionello
Successivamente firma insieme a Pippo Baudo la canzone "Ragazzo di pietra".
Ed ancora nel 1969 partecipa alla V Mostra internazionale di musica leggera di Venezia con la canzone Uragano (musica e testo), interpretata da Emy Cesaroni, classificandosi secondo dopo Paolo Conte
Nel 1982 Johnny Dorelli interpreta un brano di Bovio, già inciso precedentemente da The Crackers, che diventa il leiv motiv del film Dio li fa poi li accoppia, diretto da Steno con Lino Banfi, con un testo firmato da Vito Pallavicini ed un nuovo titolo, Dio c'è.
Nel 2011 dall'Eliseo di Parigi (Presidenza della repubblica Francese) riceve una lettera con i complimenti personali della allora "premiere dame" Carla Bruni per le sue composizioni 
Nel 2016 la sua canzone "In Love Again" (Inedita) riceve l'apprezzamento via twitter dalla brava Malika Ayane.
Nel 2021: la “ALETTI EDITORE” comunica che Cesare Bovio è stato scelto come Poeta da inserire nella “ENCICLOPEDIA DEI POETI ITALIANI CONTEMPORANEI”, ed ha inviato copie del libro “Luci Sparse” dove appaiono alcune poesie dell’autore.
In anni precedenti, altri noti cantanti hanno inciso suoi brani (John Foster, Nadia Villa ed altri).

## Le principali canzoni "edite" scritte da Cesare Bovio
| Anno | Titolo                        | Autori del testo         | Autori della musica        | Interpreti        |
| ---- | ----------------------------- | ------------------------ | -------------------------- | ----------------- |
| 1982 | Dio C'è                       | Vito Pallavicini         | Cesare Bovio               | Johnny Dorelli    |
| 1976 | Living In Love                |                          | Cesare Bovio               | The Crackers      |
| 1970 | Ragazzo Di Pietra             | S.Paolini - S. Silvestri | Pippo Baudo - Cesare Bovio | Emy Cesaroni      |
| 1970 | Fino a quando?                | Cesare Bovio             | Cesare Bovio               | Franco Lionello   |
| 1970 | Pazzo, Pazzo Cuore            | Cesare Bovio             | Cesare Bovio               | Emy Cesaroni      |
| 1970 | A Questo Mondo Esisto Anch'Io | Cesare Bovio             | Cesare Bovio               | Franco Lionello   |
| 1970 | Gira, Gira Bambolina          | Vito Pallavicini         | Cesare Bovio               | Emy Cesaroni      |
| 1970 | Marilù                        | Cesare Bovio             | Cesare Bovio               | Andrea Medaglia   |
| 1969 | L'Altalena                    | G. Tadini - C. Bovio     | Cesare Bovio               | Iva Zanicchi      |
| 1969 | La Notte Finirà               | Cesare Bovio             | Cesare Bovio               | Franco Lionello   |
| 1969 | Uragano                       | Cesare Bovio             | Cesare Bovio               | Emy Cesaroni      |
| 1969 | Curiosità                     | Cesare Bovio             | Cesare Bovio               | Nadia Villa       |
| 1969 | L'usignolo                    | Cesare Bovio             | Cesare Bovio               | Milena            |
| 1969 | Mai ti pregherò               | Cesare Bovio             | Cesare Bovio               | Manila Sebastiani |
| 1967 | Di Tanto In Tanto             | Giorgio Calabrese        | Cesare Bovio               | Manila Sebastiani |
| 1966 | Cercherai di me               | Cesare Bovio             | Cesare Bovio               | Gilla             |
| 1966 | Ti voglio tanto bene          | Vito Pallavicini         | Cesare Bovio               | John Foster       |
| 1962 | Il Tappeto                    | Biri - Cicero            | Cesare Bovio               | Jenny Luna        |
| 1961 | Trenino del cuore             | Cesare Bovio             | C.Bovio - D.Ghersi         |                   |

## Le principali canzoni "inedite" scritte da Cesare Bovio
L'autore continua a produrre decine di canzoni ogni anno: Sue produzioni recenti degli ultimi anni:
- In Love Again
- Domani
- Frammenti di Parole
- È Stato Ieri?
- Visione
- Marisela
- Meu
- La Vittoria dei Perdenti
- Errore e Pentimento
- Quei Due
- Dimenticarti (In loving memory of Whitney Houston)
- Mani di Neve
- Fiesta Loca
- Sul trenino di Harry Potter
- Get Down
- Wings
- Gocce di Magia
- L'Infinito
- Attimo
- Il Muro
- Carla Bruni
- Il Dubbio e l'Attesa
- Amy (Tribute to Amy Winehouse)